# Варжеляйское сельское поселение
Варжеляйское се́льское поселе́ние — муниципальное образование в Торбеевском районе Мордовии Российской Федерации.
Административный центр — село Варжеляй.

## История
Статус и границы сельского поселения установлены Законом Республики Мордовия от 28 декабря 2004 года № 127-З  «Об установлении границ муниципальных образований Торбеевского муниципального района, Торбеевского муниципального района и наделении их статусом сельского поселения, городского поселения и муниципального района».

## Население
| 2002 | 2010  | 2012  | 2013  | 2014  | 2015  | 2016 |
| ---- | ----- | ----- | ----- | ----- | ----- | ---- |
| 1492 | ↘1233 | ↘1156 | ↘1099 | ↘1055 | ↘1008 | ↘951 |
| 2017 | 2018  | 2019  | 2020  | 2021  |       |      |
| ↘916 | ↘888  | ↘859  | ↘843  | ↗857  |       |      |

## Состав сельского поселения
| № | Населённый пункт | Тип населённого пункта       | Население |
| - | ---------------- | ---------------------------- | --------- |
| 1 | Варжеляй         | село, административный центр | ↘437      |
| 2 | Вязовка          | деревня                      | ↘55       |
| 3 | Куликово         | село                         | ↘223      |
| 4 | Мальцево         | село                         | ↘292      |
| 5 | Новое Четово     | деревня                      | ↘148      |
| 6 | Селижай          | деревня                      | ↘13       |
| 7 | Старое Четово    | деревня                      | ↘65       |